# آیدا یوجی
آیدا یوجی (انگلیسی: Aida Yūji; ۵ مارس ۱۹۱۶ – ۱۷ سپتامبر ۱۹۹۷) تاریخ‌نگار اهل ژاپن بود.  متخصص در رنسانس به عنوان متفکر محافظه کار، مفسر و نماینده اصلی نیهونجین رون فعال بود.